# Bjni
Bjini là một đô thị thuộc tỉnh Kotayk, Armenia. Dân số ước tính năm 2011 là 2929 người.